# 干し草

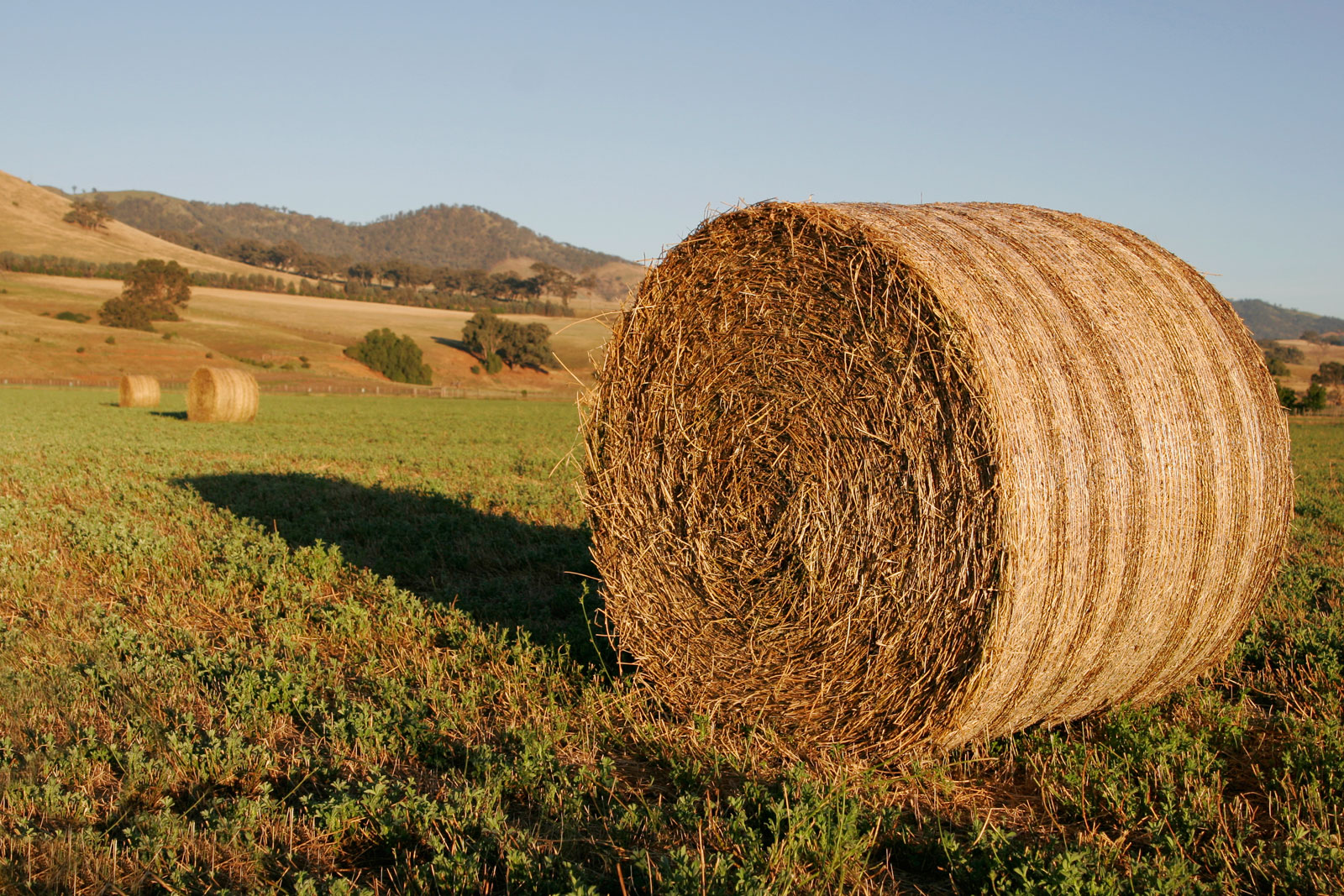
ロールベーラーで丸められた干し草。

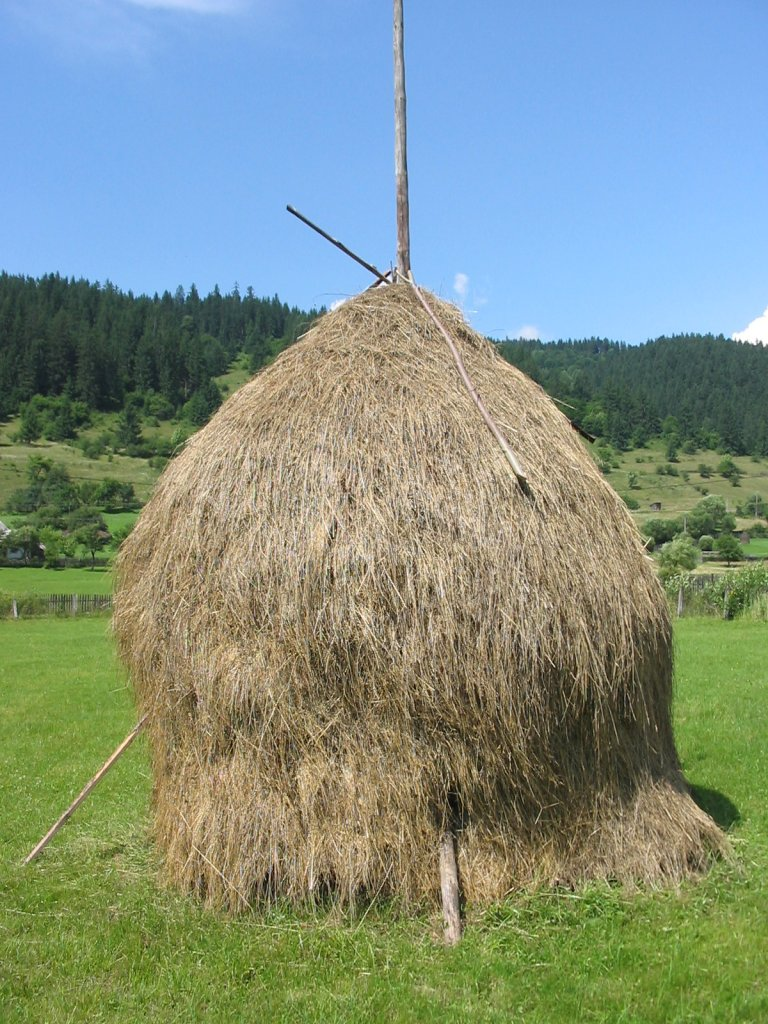
山のように積まれた干し草。昔から行われてきたことで『積みわら』のように絵画作品にもなっている。またこれが名称の由来となっている岩も存在する。

干し草（ほしくさ、英語: Hay）とは、草を刈り取って乾燥させた家畜の飼料。乾草とも表記され、粗飼料の一種である。

## 生産
刈取り
イネ科牧草の場合、刈取りは穂ばらみから出穂期に行われ、一般的に搾乳牛用では栄養価が高くなる穂ばらみ期、乾乳牛用では繊維成分の比較的多い出穂期のものが適するとされる。
刈取作業を行う機械にモーアがあり、水分の蒸発を促進させるため牧草茎部を押し潰しながら刈り取るよう改良した機械にモーアコンデショナ（モアコン）がある。
反転・集草
刈り取られた草は上層では太陽熱や風により乾燥が進むが、中層や下層では地面からの吸湿もあって乾燥しにくいため上下を反転させて通気をよくする。また、集草は梱包のため集草列（ウィンドロー）を作る準備作業である。
反転作業を行う機械はテッダ、集草作業を行う機械はレーキで、同時に行うテッダレーキもある。
梱包
形態としては5cm程度の大きさに乾燥圧縮したヘイキューブや、30kg又は50kg程度の単位で四角形に梱包したコンパクトベールなどのベールがある。ベールにはコンパクトベールのほか、大型のスクエアベールやロールベールなどがあり、それぞれコンパクトベーラ、スクエアベーラ、ロールベーラなどのベーラで梱包作業を行う。
貯蔵
乾草舎などで貯蔵する。貯蔵時に水分20%以上になるとカビが生えたり、発酵・発熱が起きることがあり、著しく高温になると燻炭化したり自然発火したりすることもある。

## 特徴
長所は貯蔵や運搬が容易なこと、家畜の嗜好性が良いこと、取り扱い性がよく広域の流通や販売に適していることである。短所は調製に時間がかかること、反転・集草作業時に土砂の混入や葉部の脱落などの影響があること、乾燥貯蔵施設として広い容積が必要なこと、水分含量を15%以下にしないと発熱やカビのおそれがあることなどである。